# Monick Lepeu
Monick Lepeu, née le 3 octobre 1947 à Auxerre dans l’Yonne, décédée le 7 décembre 2022 [réf. nécessaire] est une actrice française, auteur de pièces de théâtre, metteur en scène de théâtre, de comédies musicales, créatrice de spectacles événementiels, professeur d’art dramatique et formatrice en communication orale.

## Biographie
Entrée au Cours Simon en 1968, Monick Lepeu a obtenu le prix François Périer en 1970 sous l’égide de René Simon.
Elle débute en tant que comédienne dans de nombreux cafés-théâtres ainsi qu’au Festival d’Avignon « off », lieux de théâtre en pleine expansion et très à la mode dans le début des années 1970.
Féministe, passionnée par le théâtre contemporain et par la place des femmes dans le théâtre, elle commence à écrire, à adapter et à mettre en scène, dès 1975, des vies de femmes qui ont joué un rôle particulier dans l’histoire ou la littérature : Flora Tristan, Manon Roland, Olympe de Gouges, Théroigne de Méricourt, Natalie Clifford Barney, Renée Vivien, Lucie Delarue-Mardrus, Colette, Violette Leduc, Gertrude Stein… En fait, elle est une des premières femmes en France à avoir écrit, mis en scène et/ou interprété au théâtre la vie de lesbiennes plus ou moins connues.
Après avoir été clown de filet au cirque Aréna à Paris en 1978, première femme responsable de régie au Club Méditerranée de Val d’Isère en 1979, directrice artistique du café-théâtre La Gageure de 1981 à 1984, Monick Lepeu est nommée sociétaire adjointe de la Société des auteurs et compositeurs dramatiques (SACD) à la fin des années 1980, et jury du Festival de courts-métrages à Sens en 1996.
Elle a successivement créé et été la directrice artistique de plusieurs compagnies théâtrales : Le Mascaron de 1977 à 1993, Musidora de 2000 à 2002 et la Compagnie du Trèfle à quatre feuilles de 2002 à 2005. Une nouvelle association a été créée en 2009 : la Compagnie LM.
En 2000, elle dirige un atelier de comédie musicale avec Éliane Varon à l'Espace Daniel-Sorano, ainsi que de nombreux stages avec David Letourneur, musicien et créateur de l’Atelier 14 à Caen.
Elle fut aussi professeur d’art dramatique au ministère de la Culture de 1987 à 2008.
Depuis 1992, elle offre, en parallèle à ses activités théâtrales, des formations en communication orale individuelles ou en groupe, tant dans le domaine privé qu’en tant que consultante dans diverses entreprises.

## Filmographie

### Cinéma
- 1972 : Les Charlots font l'Espagne de Jean Girault
- 1973 : Moi y'en a vouloir des sous de Jean Yanne
- 1984 : Mesrine d'André Génovès
- 1984 : Ave Maria de Jacques Richard
- 1991 : Un cœur qui bat de François Dupeyron
- 1995 : Hôtel paradis court-métrage de Camille Marchant
- 1995 : Noël ! Noël ! court-métrage de Claire Mercier
- 2001 : La Chambre des officiers de François Dupeyron
- 2003 : Tristan de Philippe Harel

### Télévision
- 1973 : Molière pour rire et pour pleurer de Marcel Camus
- 1982 : Les Enquêtes du commissaire Maigret de Louis Grospierre (série télévisée), épisode : Maigret et le Clochard
- 1983 : Les Enquêtes du commissaire Maigret de René Lucot (série télévisée), épisode : Maigret s'amuse
- 1985 : Les Bargeots (multiples réalisateurs)
- 1985 : Madame et ses flics, épisode Télé-Crime de Roland-Bernard
- 1990 : Lunes de miel d’Alain Lombardi
- 1993 : Guitare et violon (série Mésaventures, no 167) de Myriam Isker
- 1994 : Gertrude morte cet après-midi de Michel Davaut
- 2007 : La Blonde au bois dormant de Sébastien Grall
- 2010 : L'ombre d'un flic de David Delrieux

## Théâtre

### Comédienne
- 1972 : Dernière heure de Michèle Barbier, mise en scène collective, Le Fanal
- 1973 : Puzzles et Les Mounacs de Michèle Barbier, mise en scène collective, Festival d’Avignon Off
- 1973 : Mimes et chansons, création et mise en scène collectives, tournée en Suède
- 1974 : Monsieur Gnaka de Guy Foissy, café-théâtre Le jour de fête
- 1974 : Phèdre de Jean Racine, mise en scène Régis Santon, Théâtre Essaïon et Festival de Liège
- 1975 : Bilitis de Pierre Louÿs, mise en scène Régis Santon, Théâtre Essaïon
- 1975 : Tiens le coup jusqu’à la retraite Léon de Georges Michel, mise en scène Régis Santon, Gymnase de Marseille et Le Palace à Paris
- 1976 : L’Homme aux camélias d’après Alexandre Dumas fils, mise en scène Pierre Spivakoff, Théâtre La Bruyère
- 1976 : Huis clos de Jean-Paul Sartre, mise en scène Gaston Richer, tournée en Angleterre
- 1977 : Le Malentendu d'Albert Camus, mise en scène Gaston Richer, tournée en Angleterre
- 1977-79 : 20 rue Jacob de Monick Lepeu, mise en scène Monick Lepeu, Le Bec Fin et Festival d’Avignon Off
- 1979-80 : Vive Offenbach, mise en scène Robert Dhéry, Opéra-Comique
- 1981-82 : La Folle envie d'après Guy de Maupassant, mise en scène Jacques Labarrière, Carré du Temple, Maison de la Culture d’Amiens et Festival de Picardie
- 1983 à 1997 : Gertrude morte cet après-midi, mise en scène Rachel Salik, Le Bec Fin, Théâtre Les Déchargeurs, Théâtre de Nesles, Théâtre du Marais, Théâtre de Poche, tournée international

### Auteur et/ou adaptatrice
- 1975 : Si la femme m’était contée (comédie musicale militant pour la liberté des femmes)
- 1976 : Flora Tristan, le journal d’une paria, d’après Pérégrinations d’une paria de Flora Tristan
- 1977 : 20 rue Jacob (sur le salon littéraire que tenait Natalie Clifford Barney à cette adresse)
- 1979 : L’une mange, l’autre boit (coauteur Yvan Lambert)
- 1979 : Spectacle Guy Foissy (montage de deux pièces de Guy Foissy)
- 1981 : Ce n’est pas si grave une femme (comédie musicale)
- 1982 : La Garçonne, d’après Victor Margueritte
- 1983 : Gertrude morte cet après-midi, d’après l'Autobiographie d’Alice Toklas et autres écrits de Gertrude Stein
- 1986-87 : Moi zéro magnifique, d’après La Bâtarde de Violette Leduc
- 1987 : Elles étaient citoyennes (sur trois femmes pendant la Révolution française : Manon Roland, Olympe de Gouges et Théroigne de Méricourt)
- 1990 : Le prince du pavé, d’après l'œuvre de Jehan-Rictus, mise en scène Sylvie Pothier, Bateau-théâtre Docteur Paradis et Théâtre de la Madeleine, Troyes
- 1992 : La Petite Illustration, d’après un ensemble de pièces parues dans la Petite Illustration dans les années 1900-1930 (Edmond Rostand, Sarah Bernhardt, Mary Marquet...)
- 1995 : Lady closet et la chasse d’or (pièce écrite en collaboration avec Marylis Morvan)
- 1996 : Non de Dieu, quelle vie de chien !
- 1997 : Je, Monsieur Prévert, d'après divers textes de Jacques Prévert
- 2010 : Les oubliés d'la rue, coadaptation avec Sylvie Pothier d’après l'œuvre de Jehan-Rictus

### Metteur en scène
- 1974 : Vie et mort d’une concierge de David Guerdon, Festival d’Avignon Off
- 1975 : Femme plus femme égale femme d’André Halimi, Festival d’Avignon Off
- 1975 : Si la femme m’était contée de Monick Lepeu, Festival d’Avignon Off
- 1976 : Une nuit chez les trolls, d’après un conte suédois, Festival d’Avignon Off et tournée
- 1976 : Flora Tristan, le journal d’une paria de Monick Lepeu, Festival d’Avignon Off
- 1977-79 : 20 rue Jacob de Monick Lepeu, Festival d’Avignon Off et au café-théâtre Le Bec fin
- 1979 : Les confidences d'un parasol de Bernard Turpin, Théâtre du Point-Virgule
- 1979 : L’une mange, l’autre boit de Monick Lepeu et Yvan Lambert, Le Fanal et Le Petit Casino
- 1979 : Spectacle Guy Foissy de Monick Lepeu d’après Guy Foissy, Le Petit Casino
- 1981 : Ce n’est pas si grave une femme de Monick Lepeu, café-théâtre La Gageure
- 1982 : La Garçonne de Monick Lepeu d’après Victor Margueritte, café-théâtre La Gageure
- 1986-87 : Moi zéro magnifique de Monick Lepeu d'après Violette Leduc, Le Lucernaire
- 1987-90 : Elles étaient citoyennes de Monick Lepeu, Grande halle de La Villette, Théâtre l’Européen et Festival du Printemps de Prague
- 1992 : La Petite illustration de Monick Lepeu, Théâtre du ministère de l'Économie et des Finances à Bercy
- 1995-96 : Lady closet et la chasse d’or de Marylis Morvan, Le Bec Fin
- 1996 : Non de Dieu, quelle vie de chien ! de Monick Lepeu, théâtre du Musée national des arts et traditions populaires
- 1997 : Je, Monsieur Prévert d'après divers textes de Jacques Prévert, théâtre du Musée national des arts et traditions populaires
- 1999 : Après tout demain est un autre jour… de Romaric Poirier, Théâtre Clavel
- 2002 : Bienvenue au spectacle.com d’Hervé Sebbah, Théâtre Abalcazam et autres cafés-théâtres
- 2002 : Tronches de vie d’après Karl Valentin, Espace Daniel-Sorano (Vincennes), Festival de Vigeois et tournée
- 2003-2004 : Bernard est mort de Daniel Soulier, Espace Daniel-Sorano (Vincennes), Espace Jean Dame (Paris) et festivals de : Vigeois, Carhaix, Vailhauquès, Paris (Studio Raspail), St-Cloud
- 2005 : Deux de Jim Cartwright, Espace Daniel-Sorano et Espace Jean Dame, Paris
- 2006 : Comment le grand cirque Traviata se transforma en petit navire de Jean-Paul Allègre, Centre Pompidou et tournée
- 2007 : La mer est trop loin de Jean-Gabriel Nordmann, Thalia Théâtre et festival de Massy-Palaiseau
- 2008 : Embouteillages, ensemble de petites pièces de 14 auteurs contemporains, Studio Raspail
- 2010 : Algerrance, spectacle musical de et par Michèle Barbier, Atelier théâtre porte Saint-Martin, Avignon

### Metteur en scène d’événementiels
- 1991 : Sur les chemins de Marie Noël, d’après les poèmes de Marie Noël, abbaye Saint-Germain d’Auxerre et tournée locale
- 2003 : West Side Story, spectacle parrainé par Thierry Ardisson impliquant la mise en scène de 110 enfants, Zénith de Caen, Théâtre d’Argentan et de St-Lô.
- 2004 : Notre-Dame de Paris, dans le cadre des Journées du Patrimoine des monuments historiques, visite du monument animée par une cinquantaine de comédiens, chanteurs, jongleurs : 12 représentations sur le parvis et dans les tours de Notre-Dame
- 2005 : De branche en branche, spectacle historique joué par une cinquantaine de comédiens dans le cadre des Journées des Jardins en France et racontant l’histoire de la basilique Saint-Denis

## Distinctions

### Récompenses
- 1970 : prix François Périer au Cours Simon
- 1979 : grand prix de l’humour noir pour Spectacle Guy Foissy
- Prix du syndicat de la critique 1984 : Prix de la révélation théâtrale de l'année pour Gertude morte cet après-midi
- 1987 : label de la mission du Bicentenaire de la Révolution pour Elles étaient citoyennes
- 1990 : Elles étaient citoyennes, pièce sélectionnée pour le premier Festival du Printemps de Prague inauguré par Václav Havel
- 2004 : 8e prix au Festival de Vailhauquès pour Bernard est mort
- 2004 : prix du meilleur spectacle, Festival de Saint-Cloud pour Bernard est mort